# 塞納河畔阿涅爾
塞纳河畔阿涅尔（法語：Asnières-sur-Seine，法語：[anjɛʁ syʁ sɛn] ⓘ），法国中北部城市，法兰西岛大区上塞纳省的一个市镇，隶属于楠泰尔区，其市镇面积为4.82平方公里，2022年1月1日时人口数量为91,457人，是该省人口第三多的市镇，在法国城市中排名第54位。
塞纳河畔阿涅尔位于上塞纳省东北部，塞纳河干流左岸，距离巴黎市政厅大约10公里，是巴黎近郊的一个重要卫星城，通过区域铁路及巴黎地铁13号线连接巴黎市区。

## 地名来源
根据当地多个民间网站的论述，“Asnières”一名来源于拉丁语单词“Asinaria”，后者意为“种驴场”，可能与当地历史上的农业活动有关。单独以“Asnières”命名的市镇在法国西北部的厄尔省亦有出现。
“塞纳河畔”这一后缀自1968年起成为当地官方名称的一部分。

## 历史

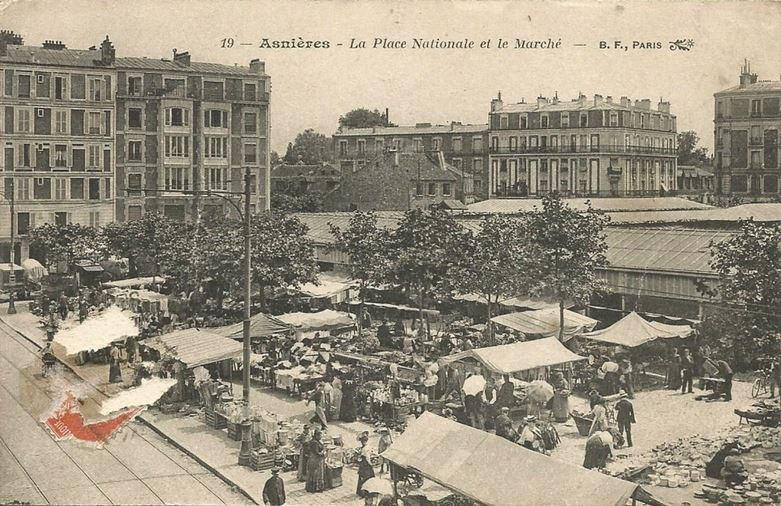
20世纪初的阿涅尔集市

塞纳河畔阿涅尔的早期历史尚不清楚，中世纪时，阿涅尔长期为塞纳河左岸的一处普通农业村落。公元1158年，阿涅尔首次在亞德四世的手记中被提及，此后阿涅尔成为了一处堂区。英法百年战争期间，阿涅尔遭到严重破坏，至公元1460年，当地仅剩五户常住家庭。文艺复兴时期，阿涅尔镇中心建成了一处纪念圣女热纳维耶芙的教堂。路易十四时期，阿涅尔教堂附近逐渐形成居民区，法国科学院主席安托万-勒内·德瓦耶亦曾在此修建私人宅邸。至18世纪末，阿涅尔已有超过三百的常住人口。法国大革命后，阿涅尔成为塞纳省的一个市镇。19世纪时，得益于工业革命，阿涅尔逐渐发展成为巴黎附近的一个近郊卫星城，连接巴黎和勒阿弗尔的铁路线由此通过，途径阿涅尔的有轨电车线路亦于1875年建成通车。随着城市及工业的发展，当地人口数量快速增加。第一次世界大战期间，阿涅尔曾遭到普鲁士军队的轰炸，当地两家工厂遭到破坏。二战后，阿涅尔被规划为巴黎近郊的重要卫星城。1968年，塞纳河畔阿涅尔被划入新成立的上塞纳省内。2016年，塞纳河畔阿涅尔成为大巴黎都会区的一部分。

## 地理

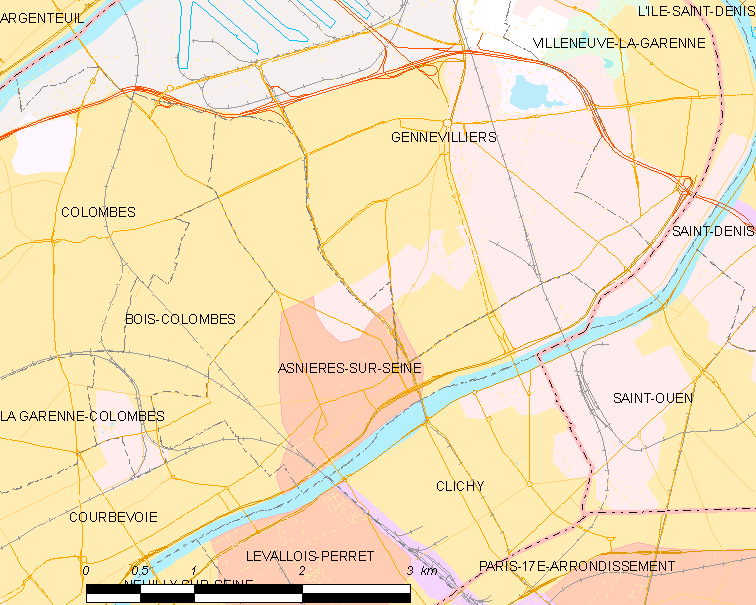
塞纳河畔阿涅尔市镇范围地图

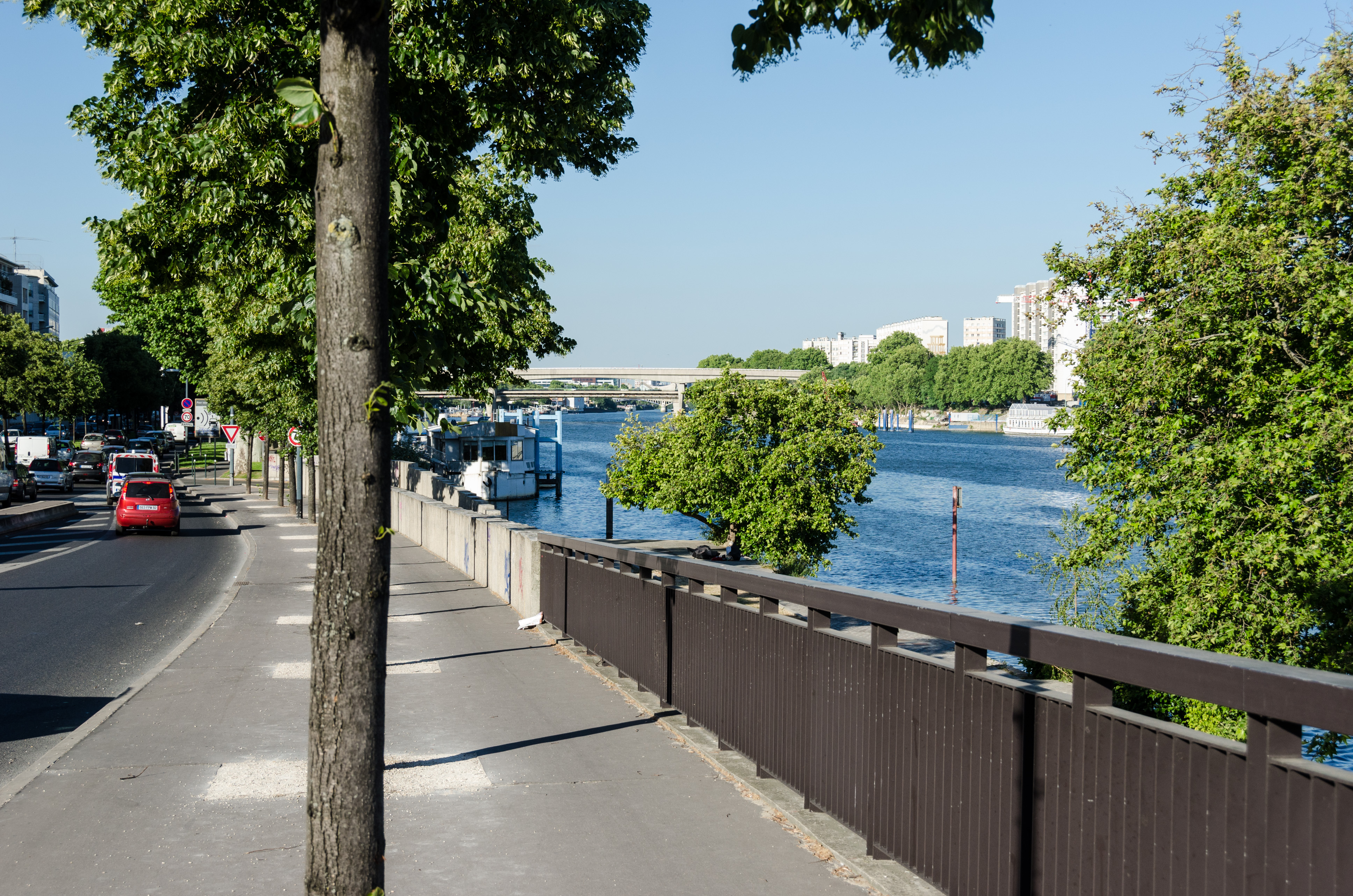
塞纳河阿涅尔段

塞纳河畔阿涅尔位于法国中北部，法兰西岛大区中北部和上塞纳省东北部，距离省会楠泰尔大约7公里。与塞纳河畔阿涅尔接壤的市镇包括：热讷维利耶、利勒圣但尼、塞纳河畔圣旺、克利希、勒瓦卢瓦-佩雷、库尔伯瓦、布瓦科隆布、科隆布。

### 地形
塞纳河畔阿涅尔位于巴黎盆地腹地，境内以平原为主，市镇中心地势较为平坦，少部分区域略有起伏，全境海拔在22到43米之间。

### 地质
塞纳河岸的地下主要是湿润沙质土层，因此河边的建筑物基本没有复杂的地下结构，而是建有防渗漏的半地下室。

### 水文
塞纳河干流自西南向东北流经市镇范围南部。原塞纳河左岸有一处支流，后在二十世纪末建造地铁13号线延伸线以及修建克利希桥时被填平。此外，塞纳河上原有的两个岛：欧仁·苏的小说中常常提到的拉瓦热岛（île des Ravageurs）以及以丹尼尔·笛福的名著中主人公命名的鲁滨逊岛（île Robinson）在20世纪的城市建设中被人工改造，成为今罗班松公园的一部分。

### 植被
塞纳河畔阿涅尔属于温带阔叶混交林区，市区内的主要绿地公园包括约弗尔元帅广场（Square Maréchal Joffre）、罗班松公园（Parc Robinson）等，均常年免费向公众开放。
在鲜花城市的评比中，塞纳河畔阿涅尔被评为2星级鲜花城市。

### 气候
塞纳河畔阿涅尔在柯本气候分类法中属于温带海洋性气候。
距离塞纳河畔阿涅尔最近的常年气象站位于科隆布境内，以下为该气象站的数据（其中日照数据取自勒布尔歇）：
| 科隆布 1981年－2019年 | 科隆布 1981年－2019年 | 科隆布 1981年－2019年 | 科隆布 1981年－2019年 | 科隆布 1981年－2019年 | 科隆布 1981年－2019年 | 科隆布 1981年－2019年 | 科隆布 1981年－2019年 | 科隆布 1981年－2019年 | 科隆布 1981年－2019年 | 科隆布 1981年－2019年 | 科隆布 1981年－2019年 | 科隆布 1981年－2019年 | 科隆布 1981年－2019年 |
| 月份                  | 1月                   | 2月                   | 3月                   | 4月                   | 5月                   | 6月                   | 7月                   | 8月                   | 9月                   | 10月                  | 11月                  | 12月                  | 全年                  |
| --------------------- | --------------------- | --------------------- | --------------------- | --------------------- | --------------------- | --------------------- | --------------------- | --------------------- | --------------------- | --------------------- | --------------------- | --------------------- | --------------------- |
| 历史最高温 °C（°F）   | 16.2 (61.2)           | 21 (70)               | 25.5 (77.9)           | 31.1 (88.0)           | 35 (95)               | 37.9 (100.2)          | 40 (104)              | 40.9 (105.6)          | 34 (93)               | 30.9 (87.6)           | 22 (72)               | 17.5 (63.5)           | 40.9 (105.6)          |
| 平均高温 °C（°F）     | 7.6 (45.7)            | 8.8 (47.8)            | 12.7 (54.9)           | 16.2 (61.2)           | 20.1 (68.2)           | 23.2 (73.8)           | 25.8 (78.4)           | 25.5 (77.9)           | 21.7 (71.1)           | 16.8 (62.2)           | 11.2 (52.2)           | 7.9 (46.2)            | 16.5 (61.7)           |
| 日均气温 °C（°F）     | 5 (41)                | 5.6 (42.1)            | 8.7 (47.7)            | 11.5 (52.7)           | 15.3 (59.5)           | 18.3 (64.9)           | 20.6 (69.1)           | 20.3 (68.5)           | 17 (63)               | 13.1 (55.6)           | 8.3 (46.9)            | 5.5 (41.9)            | 12.4 (54.3)           |
| 平均低温 °C（°F）     | 2.4 (36.3)            | 2.4 (36.3)            | 4.7 (40.5)            | 6.8 (44.2)            | 10.5 (50.9)           | 13.4 (56.1)           | 15.4 (59.7)           | 15.2 (59.4)           | 12.2 (54.0)           | 9.3 (48.7)            | 5.5 (41.9)            | 3.1 (37.6)            | 8.4 (47.1)            |
| 历史最低温 °C（°F）   | −15 (5)               | −12 (10)              | −7 (19)               | −2 (28)               | 1.9 (35.4)            | 5.4 (41.7)            | 9 (48)                | 7.9 (46.2)            | 4.7 (40.5)            | −2.2 (28.0)           | −6.7 (19.9)           | −9.1 (15.6)           | −15 (5)               |
| 平均降水量 mm（）     | 49.6 (1.95)           | 41.4 (1.63)           | 46.9 (1.85)           | 46.9 (1.85)           | 63.7 (2.51)           | 51 (2.0)              | 58.3 (2.30)           | 50.2 (1.98)           | 48 (1.9)              | 61.4 (2.42)           | 48.1 (1.89)           | 57.5 (2.26)           | 623 (24.5)            |
| 月均日照時數          | 62                    | 75.1                  | 125                   | 165.8                 | 193.3                 | 206.9                 | 215.7                 | 206.2                 | 160.2                 | 111.2                 | 65.1                  | 50.8                  | 1,637.3               |
| 来源：infoclimat.fr   |                       |                       |                       |                       |                       |                       |                       |                       |                       |                       |                       |                       |                       |

## 行政
塞纳河畔阿涅尔是法国法兰西岛大区上塞纳省的一个市镇，编号为92004。塞纳河畔阿涅尔隶属于楠泰尔区和上塞纳省第二选区，管理塞纳河畔阿涅尔县（部分街区属于库尔伯瓦第一县），同时也是大巴黎都会区以及北部塞纳河湾公共土地管理局的组成部分。
塞纳河畔阿涅尔市镇被划为5个街区，实行街区自治制度。
法国国家统计与经济研究所（简称）在进行数据统计时，将塞纳河畔阿涅尔及相邻的另外428个市镇设为巴黎城市核心区（2020年扩充至431个），并将包括核心区在内的周边共1,794个市镇划为巴黎城市区。自2020年起，巴黎城市区被包含1,949个市镇的巴黎城市辐射区代替。此外，还将塞纳河畔阿涅尔市镇分为了32个“块区”（IRIS），以便于统计人口分布情况。

## 交通

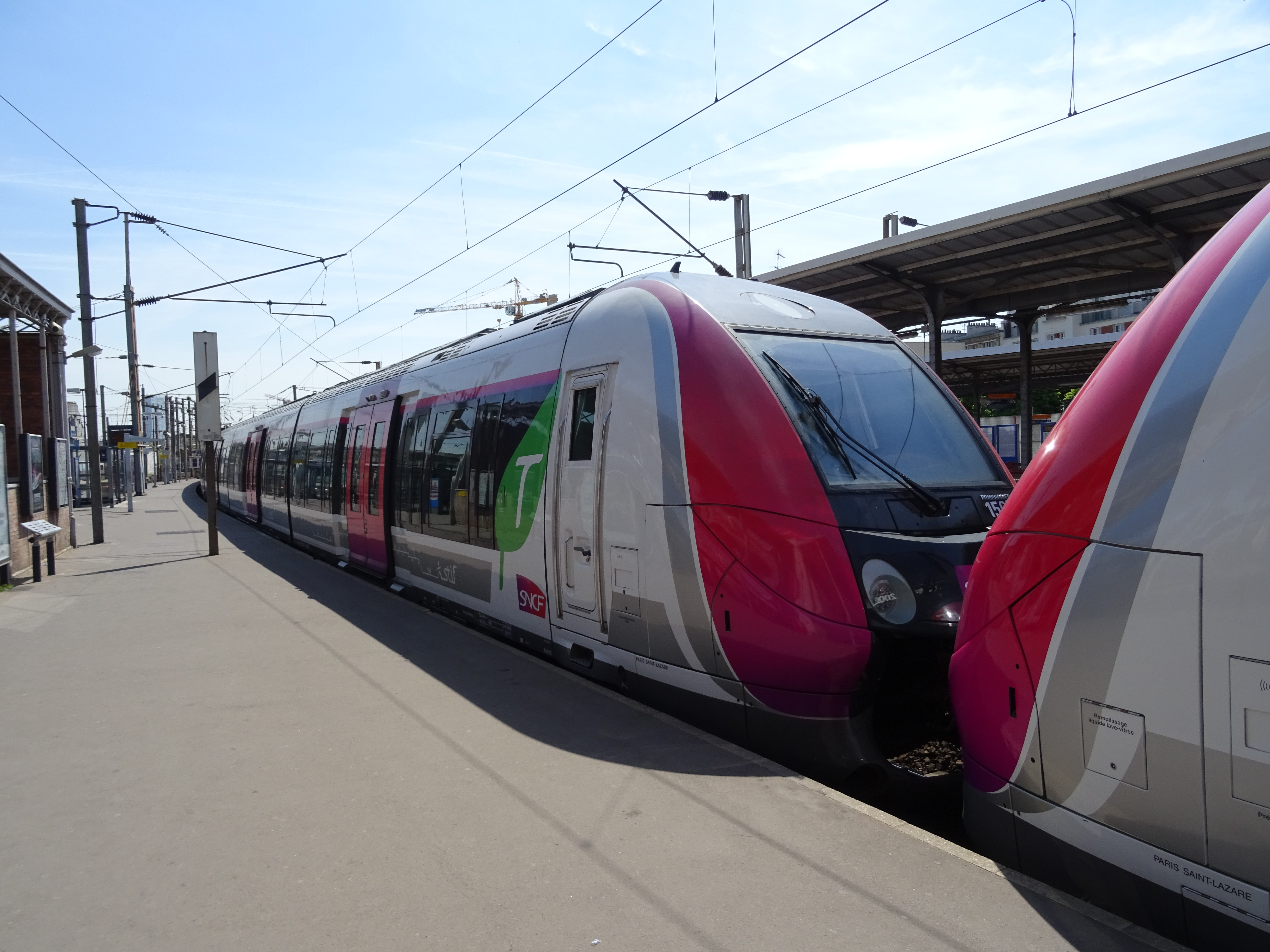
停靠于塞纳河畔阿涅尔火车站的区域列车

### 公路
塞纳河畔阿涅尔境内的大部分市区道路已完成城市化改造，配有照明、排水、人行道等设施。
| 拉德芳斯 | 3.9 |

| 7 | 3.9 |

| 楠泰尔 | 8 |

| 巴黎-克利希门 | 3.9 |

| 阿让特伊 | 5.4 |

| 库尔伯瓦 | 3 |

| 克利希 | 2 |

| 拉加雷讷新城 | 4.6 |

2018年，50.4%的塞纳河畔阿涅尔家庭拥有至少一辆私人汽车。2019年，塞纳河畔阿涅尔境内共发生各类交通事故98起，造成2人遇难，111人受伤。

### 铁路
塞纳河畔阿涅尔位于巴黎－勒阿弗尔铁路、巴黎－圣日耳曼昂莱铁路、巴黎－凡尔赛铁路、巴黎－埃尔蒙-欧博讷铁路和巴黎－芒特铁路的交汇处。塞纳河畔阿涅尔站位于市区西部，停靠法兰西岛大区快铁J线和L线。

### 航空
距离塞纳河畔阿涅尔最近的民用航空站为巴黎戴高乐机场，距离塞纳河畔阿涅尔市中心的公路里程约25公里。

### 城市公共交通
巴黎公交54路、138路、140路、165路、175路、177路、178路、235路、238路、276路、304路、340路、366路、378路和577路以及法兰西岛夜班车15线、51线和154线经过塞纳河畔阿涅尔境内。
| 途经塞纳河畔阿涅尔境内的主要公共交通线路 |        | |
| 类型                                     | 运营商 | 线路 |
| 大区铁路                                 |        | ：巴黎圣拉扎尔 ↔ 塞纳河畔阿涅尔 ↔ 埃尔蒙-欧博讷 ：巴黎圣拉扎尔 ↔ 塞纳河畔阿涅尔 ↔ 阿让特伊 ↔ 日索尔/芒特拉若利 ：巴黎圣拉扎尔 ↔ 塞纳河畔阿涅尔 ↔ 楠泰尔大学 ↔ 塞尔吉高地 ：巴黎圣拉扎尔 ↔ 塞纳河畔阿涅尔 ↔ 拉德芳斯 ↔ 圣克卢 ↔ 圣农拉布雷泰什 |
| 地铁                                     | RATP   | ：莱库尔蒂耶站 ↔ 莱萨涅特站 ↔ 加布里埃尔·佩里站 ↔ 克利希门站 ↔ 圣拉扎尔站 ↔ 荣军院站 ↔ 蒙帕纳斯-比安弗尼站 ↔ 沙蒂永-蒙鲁日站 |
| 有轨电车                                 | RATP   | ：阿涅尔四道口 ↔ 莱库尔蒂耶站 ↔ 坦博 ↔ 圣但尼站 ↔ 拉库尔讷沃1945年5月8日站 ↔ 博比尼帕勃罗·毕加索站 ↔ 努瓦西勒塞克站 |
| 公共汽车                                 | RATP   | 54：加布里埃尔·佩里 ↔ 伏尔泰广场 ↔ 克利希门 ↔ 克利希广场 ↔ 火车北站 ↔ 火车东站 ↔ 欧贝维利耶门 138：快铁圣旺站 ↔ 皮埃尔·布杜 ↔ 坦博 ↔ 圣格拉蒂安市政厅 ↔ 埃尔蒙-欧博讷火车站 140：圣旺市政府-达莱讷 ↔ 伏尔泰广场 ↔ 勃艮第人 ↔ 阿涅尔四道口 ↔ 阿让特伊火车站 165：尚佩雷门 ↔ 勒瓦卢瓦-佩雷市政厅 ↔ 加列尼 ↔ 勃艮第人 ↔ 阿涅尔四道口 ↔ 阿涅尔-1940年6月18日 175：阿涅尔塞纳河畔 ↔ 伏尔泰广场 ↔ 加布里埃尔·佩里 ↔ 阿涅尔市政厅 ↔ 加列尼 ↔ 塞纳河畔阿涅尔 ↔ 比诺桥 ↔ 讷伊桥-左岸 ↔ 金谷街 ↔ 圣克卢门 177：加布里埃尔·佩里 ↔ 伏尔泰广场 ↔ 快铁莱格雷西永站 ↔ 拉加雷讷新城市政厅 ↔ 拉加雷讷新城工业区 178：拉德芳斯 ↔ 拱廊城郊街 ↔ 欧罗巴街 ↔ 布瓦科隆布火车站 ↔ 勃艮第人 ↔ 地铁莱萨涅特站 ↔ 坦博 ↔ 热讷维利耶旧圣但尼街商业中心 235：加布里埃尔·佩里 ↔ 村口 ↔ 莱库尔蒂耶 ↔ 穆里努 ↔ 球场 ↔ 欧德拉 ↔ 欧罗巴 238：地铁勒瓦卢瓦-佩雷站 ↔ 加列尼 ↔ 勃艮第人 ↔ 地铁莱萨涅特站 ↔ 地铁莱库尔蒂耶站 ↔ 埃皮奈奥尔日瓦勒 ↔ 快铁圣格拉蒂安站 276：拉德芳斯 ↔ 科隆布教堂 ↔ 地铁莱库尔蒂耶站 304：地铁莱库尔蒂耶站 ↔ 阿涅尔四道口 ↔ 科隆布火车站 ↔ 教堂 ↔ 欧罗巴 ↔ 维克多·巴什 ↔ 快铁楠泰尔大学站 ↔ 楠泰尔铁球广场站 340：加布里埃尔·佩里 ↔ 坦博 ↔ 阿让特伊火车站 366：阿涅尔塞纳河畔 ↔ 地铁莱萨涅特站 ↔ 阿涅尔四道口 ↔ 球场 ↔ 科隆布教堂 378：地铁莱库尔蒂耶站 ↔ 阿涅尔四道口 ↔ 科隆布火车站 ↔ 教堂 ↔ 维克多·巴什 ↔ 快铁楠泰尔城站 577：加布里埃尔·佩里（区域单循环线路，经阿涅尔塞纳河畔） |
| 公共汽车                                 | (N)    | N15：维勒瑞夫-路易·阿拉贡 ↔ 勒克雷姆兰-比塞特尔 ↔ 意大利广场 ↔ 沙特雷 ↔ 巴黎圣拉扎尔站 ↔ 克利希门 ↔ 地铁加布里埃尔·佩里站 N51：巴黎圣拉扎尔站 ↔ 克利希门站 ↔ 地铁加布里埃尔·佩里站 ↔ 地铁莱萨涅特站 ↔ 地铁莱库尔蒂耶站 ↔ 热讷维利耶站 ↔ 利勒圣但尼 ↔ 圣但尼-港口街 ↔ 埃皮奈-维勒塔讷斯站 ↔ 塞纳河畔埃皮奈站 ↔ 昂甘莱班站 N154：巴黎圣拉扎尔站 ↔ 克利希-勒瓦卢瓦站 ↔ 塞纳河畔阿涅尔站 ↔ 莱格雷西永站 ↔ 塞纳河畔埃皮奈 ↔ 圣格拉蒂安 ↔ 弗朗孔维尔勒普赖西布沙尔 ↔ 蒙蒂尼-博尚站 |
| 1.                                       |        | |

## 政治

### 市政内阁

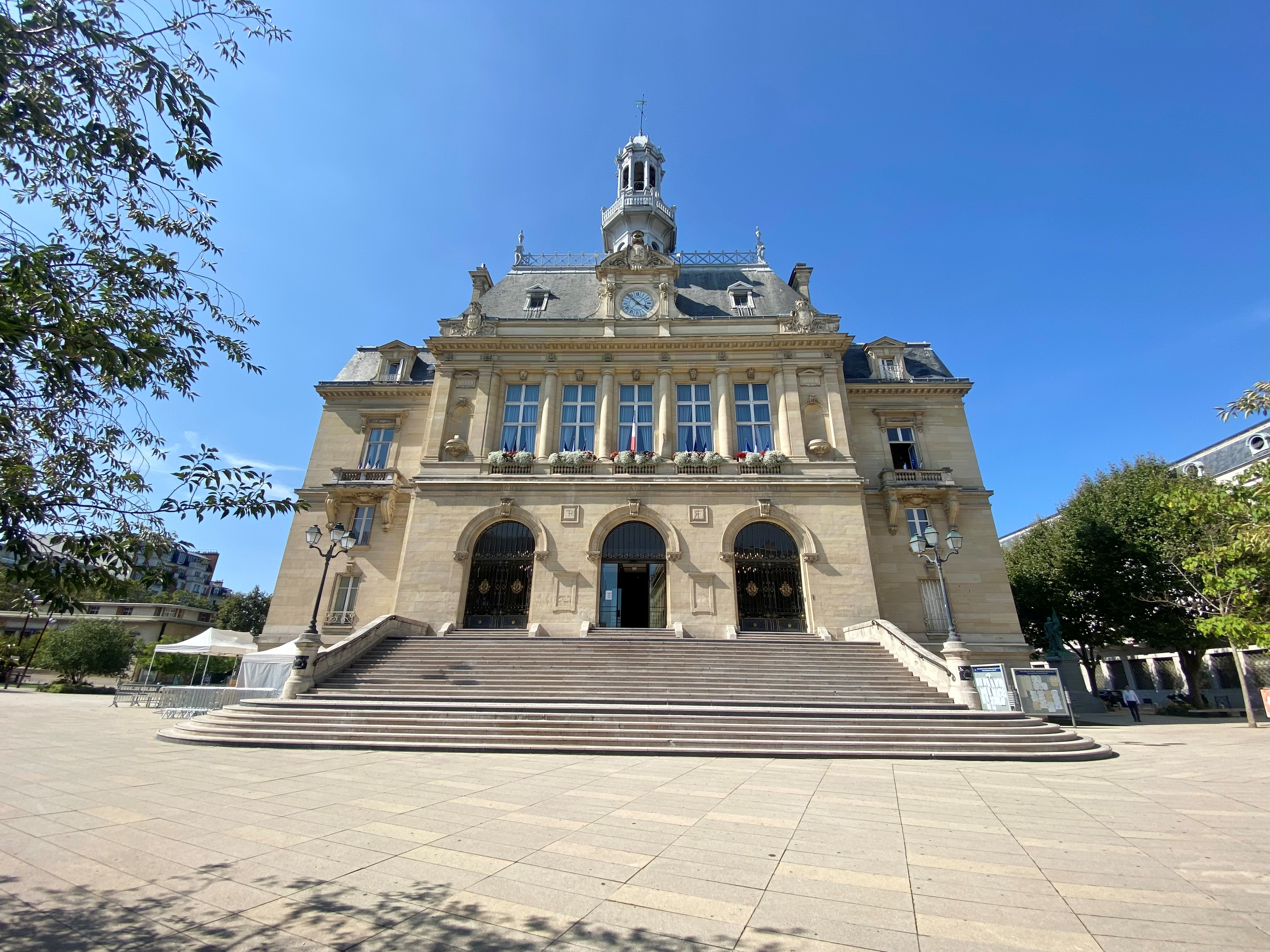
塞纳河畔阿涅尔市政厅

塞纳河畔阿涅尔的现任市长为曼努埃尔·埃施利曼先生，他是共和党的一名成员，在2020年的市政选举中获得了56.62%的支持率。
| 塞纳河畔阿涅尔历届市长 | 塞纳河畔阿涅尔历届市长                               | 塞纳河畔阿涅尔历届市长                              |
| 任期                   | 市长                                                 | 党派                                                |
| ---------------------- | ---------------------------------------------------- | --------------------------------------------------- |
| 1944年－1945年         | Jacques REHAULT 雅克·雷奥                            | 不详                                                |
| 1945年－1947年         | Charles-Louis FROIDEVAL 夏尔-路易·弗卢瓦德瓦尔       | 不详                                                |
| 1947年－1959年         | Jean-Auguste HUET 让-奥古斯特·于埃                   | 不详                                                |
| 1959年－1994年         | Michel MAURICE-BOKANOWSKI 米歇尔·莫里斯-博卡诺夫斯基 | UNR新共和国联盟 →UDR共和国保卫联盟 →RPR保衛共和聯盟 |
| 1994年－1999年         | Jean-Frantz TAITTINGER 让-弗朗茨·泰坦热              | RPR保衛共和聯盟                                     |
| 1999年－2008年         | Manuel AESCHLIMANN 曼努埃尔·埃施利曼                 | UMP人民运动联盟                                     |
| 2008年－2014年         | Sébastien PIETRASANTA 塞巴斯蒂安·彼得拉桑塔          | PS社会党                                            |
| 2014年－               | Manuel AESCHLIMANN 曼努埃尔·埃施利曼                 | UMP人民运动联盟 →LR共和黨                           |

### 各级选举
| 塞纳河畔阿涅尔历届投票选举结果 | 塞纳河畔阿涅尔历届投票选举结果 | 塞纳河畔阿涅尔历届投票选举结果 | 塞纳河畔阿涅尔历届投票选举结果 | 塞纳河畔阿涅尔历届投票选举结果  | 塞纳河畔阿涅尔历届投票选举结果 | 塞纳河畔阿涅尔历届投票选举结果 | 塞纳河畔阿涅尔历届投票选举结果  | 塞纳河畔阿涅尔历届投票选举结果 | 塞纳河畔阿涅尔历届投票选举结果 |
| 选举项目                       | 选举范围                       | 选区单位                       | 选区单位内的选举结果           | 选区单位内的选举结果            | 选区单位内的选举结果           | 选区单位内的选举结果           | 选区单位内的选举结果            | 选区单位内的选举结果           | 参考资料                       |
| 选举项目                       | 选举范围                       | 选区单位                       | 第一轮胜出者                   | 第一轮胜出者                    | 支持率                         | 第二轮胜出者                   | 第二轮胜出者                    | 支持率                         | 参考资料                       |
| ------------------------------ | ------------------------------ | ------------------------------ | ------------------------------ | ------------------------------- | ------------------------------ | ------------------------------ | ------------------------------- | ------------------------------ | ------------------------------ |
| 2017年法國總統選舉             | 法國                           | 市镇                           |                                | 埃马纽埃尔·马克龙               | 33.77%                         |                                | 埃马纽埃尔·马克龙               | 86.97%                         | [ 25 ]                         |
| 2017年法国立法选举             | 上塞纳省第二选区               | 市镇                           |                                | 阿德里安·塔凯                   | 46.15%                         |                                | 阿德里安·塔凯                   | 62.11%                         | [ 25 ]                         |
| 2019年欧洲议会选举             | 法國                           | 市镇                           |                                | 纳塔莉·卢瓦索                   | 33.14%                         | （不适用）                     | （不适用）                      | （不适用）                     | [ 27 ]                         |
| 2021年法国省级选举             | 上塞纳省                       | 塞纳河畔阿涅尔县               |                                | 若西亚娜·菲舍尔 托马·拉姆       | 38.11%                         |                                | 若西亚娜·菲舍尔 托马·拉姆       | 59.41%                         | [ 28 ]                         |
| 2021年法国省级选举             | 上塞纳省                       | 市镇 （塞纳河畔阿涅尔县部分）  |                                | 若西亚娜·菲舍尔 托马·拉姆       | 38.11%                         |                                | 若西亚娜·菲舍尔 托马·拉姆       | 59.41%                         | [ 28 ]                         |
| 2021年法国省级选举             | 上塞纳省                       | 库尔伯瓦第一县                 |                                | 达尼埃尔·库尔泰斯 纳塔莉·莱德曼 | 39.84%                         |                                | 达尼埃尔·库尔泰斯 纳塔莉·莱德曼 | 58.83%                         | [ 28 ]                         |
| 2021年法国省级选举             | 上塞纳省                       | 市镇 （库尔伯瓦第一县部分）    |                                | 达尼埃尔·库尔泰斯 纳塔莉·莱德曼 | 38.14%                         |                                | 达尼埃尔·库尔泰斯 纳塔莉·莱德曼 | 57.68%                         | [ 28 ]                         |
| 2021年法国大区选举             | 法蘭西島大區                   | 市镇                           |                                | 瓦莱丽·佩克雷斯                 | 43.62%                         |                                | 瓦莱丽·佩克雷斯                 | 52.09%                         | [ 29 ]                         |
| 2022年法国总统选举             | 法國                           | 市镇                           |                                | 埃马纽埃尔·马克龙               | 35.79%                         |                                | 埃马纽埃尔·马克龙               | 82.48%                         | [ 25 ]                         |
| 2022年法国立法选举             | 上塞纳省第二选区               | 市镇                           |                                | 玛丽-多·埃什里曼                | 25.91%                         |                                | 弗兰切斯卡·帕斯奎尼             | 36.04%                         | [ 25 ]                         |

## 人口
19世纪之前，塞纳河畔阿涅尔的居民人数保持在300左右；1840年到1940年的一百年是塞纳河畔阿涅尔人口大幅增长的时期，从700人增加到超过70000人。当地人口数量在1962年达到高峰（81768人）后开始回落，至1980年代后期当地人口数量再度开始增长，至2006年已经基本再次回到1960年的水平。
2018年，塞纳河畔阿涅尔市镇人口数量为85,946，在法国排名第54位。其中男性41,073人，女性44,873人，75岁及以上人口占4.9%，外籍人口数量为22,995人，人口密度为17,831人/平方公里，当地居民被称为（男性）或（女性）。2019年，塞纳河畔阿涅尔境内出生1,580人，死亡人口508人。
| 塞纳河畔阿涅尔1901年－2019年人口变化情况 |
|                                          |
| 数据来源：Cassini、INSEE                 |

## 经济
塞纳河畔阿涅尔是巴黎西北部的一个近郊卫星城。截止2022年7月，塞纳河畔阿涅尔市镇范围内共有各类用人单位（包含自雇）16,776家，平均历史为12年，其中98.7%为中小型企业（PME），2022年5月至7月间，当地的经济活力指数为0.63%。Procter & Gamble France（日化产品）、Porsche France（汽车销售）及（通讯）是当地2021年营业额最高的三个企业，分别为1,652,124,747欧元、545,421,501欧元和259,131,556欧元。

## 财政与居民收入
2020年，塞纳河畔阿涅尔的财政收入总额为156,942,000欧元，财政支出总额为142,437,000欧元，当年的债务总额为151,294,000欧元。2021年，塞纳河畔阿涅尔共获得7,616,173欧元的国家财政补助，比上一年减少了2.53%。
2019年，塞纳河畔阿涅尔的人均月收入总额为3,479欧元，其中高级职员为4,828欧元，高于法国平均水平（4,230欧元）；中级职员为2,686欧元，高于法国平均水平（2,411欧元）；普通职员为1,938欧元，亦高于法国平均水平（1,740欧元）。
2018年，塞纳河畔阿涅尔境内的青壮年（15至64岁）失业率为11.0%，当地61.3%的家庭拥有纳税资格，平均纳税7,177欧元，高于法国平均水平（3,910欧元）。

## 社会事务

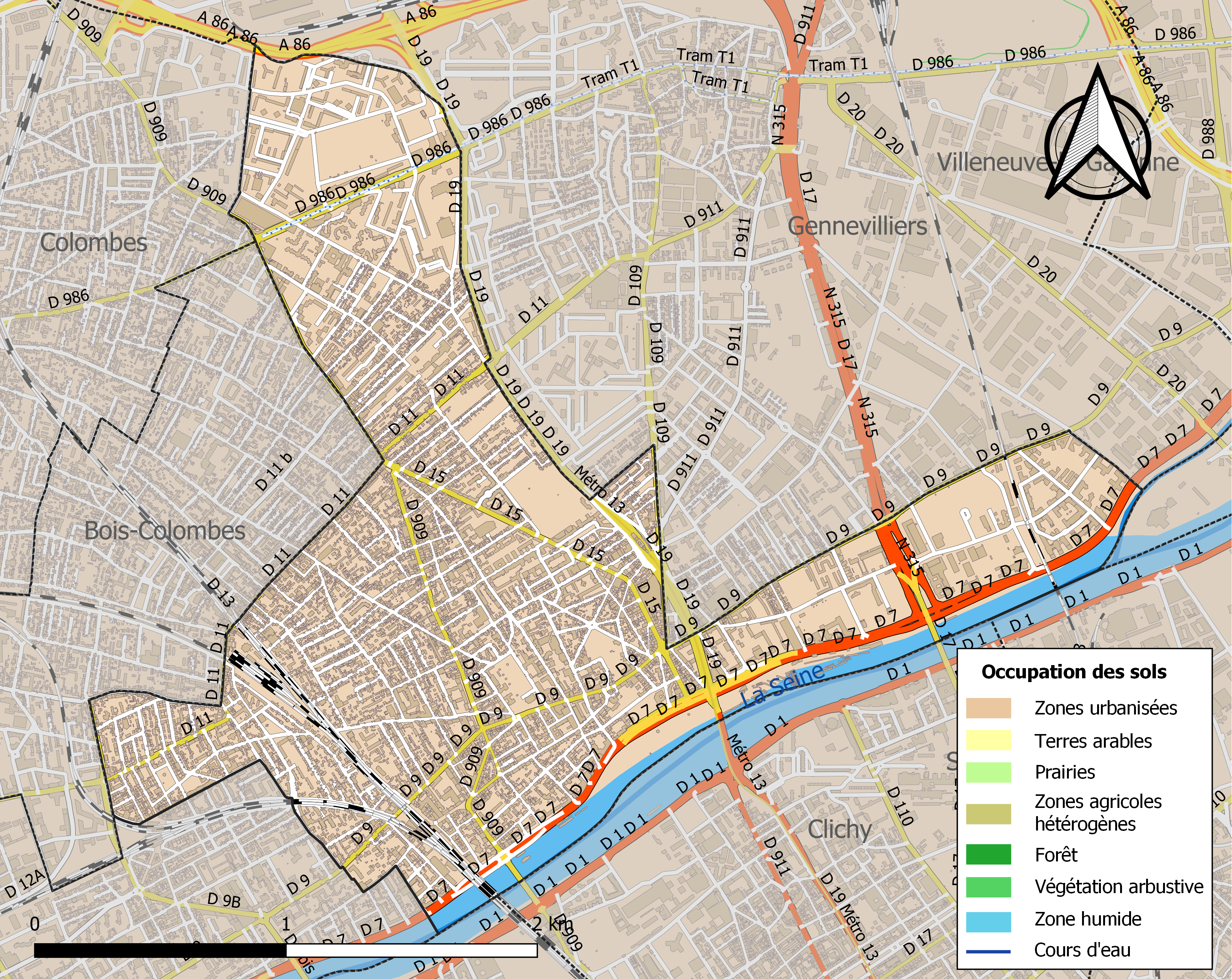
塞纳河畔阿涅尔土地利用情况地图

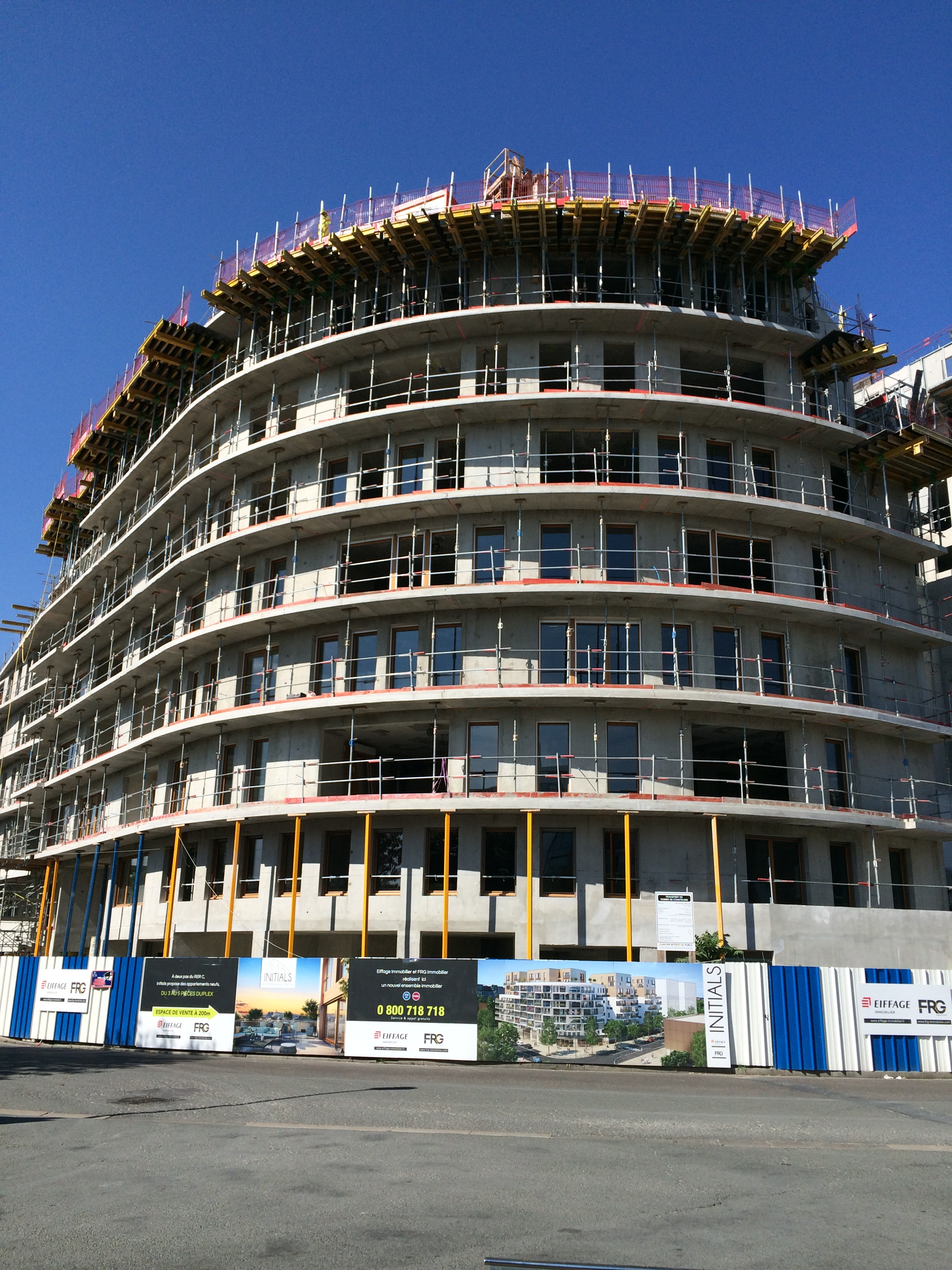
塞纳河畔阿涅尔一处建设中的大楼

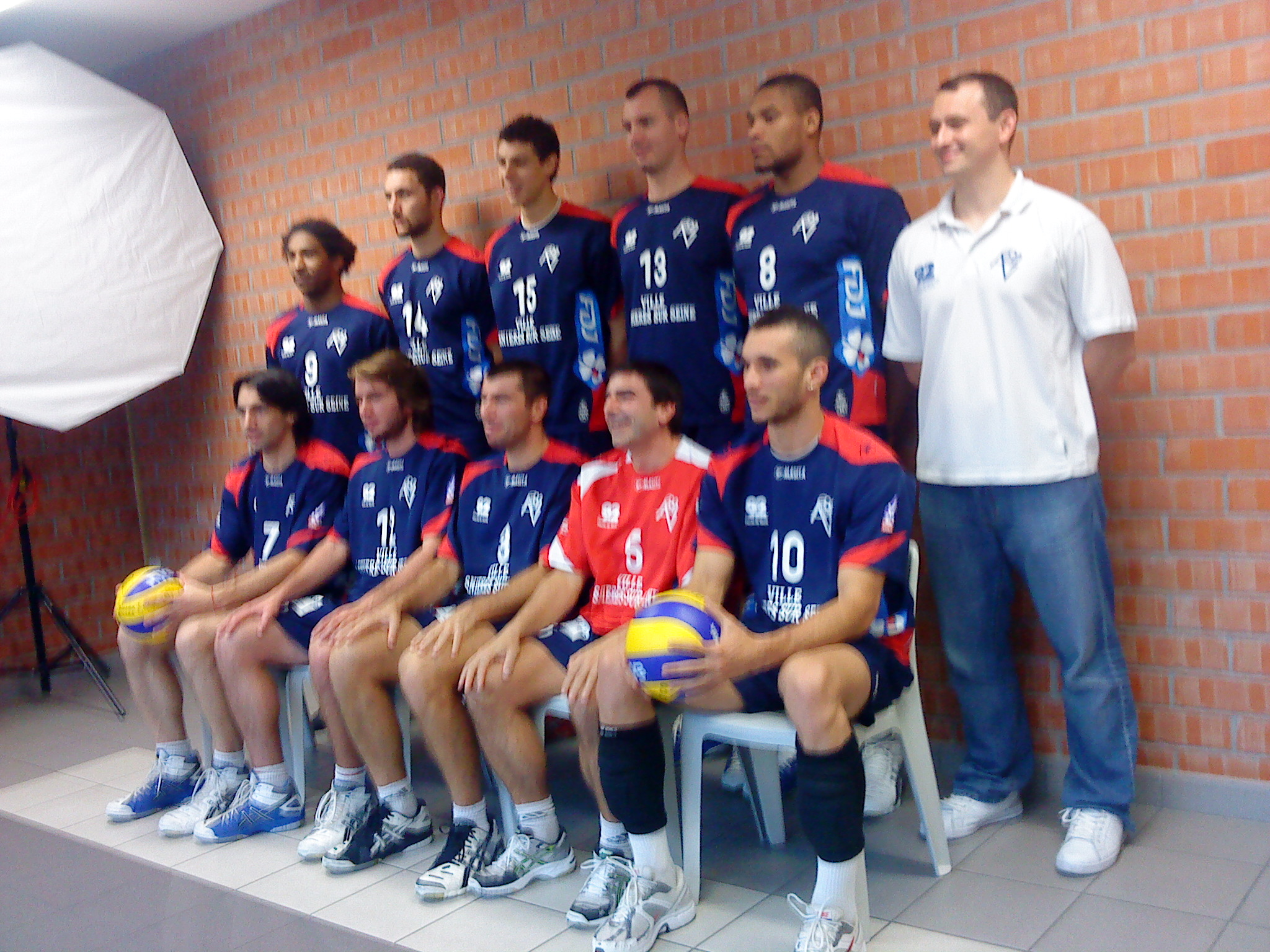
阿涅尔排球俱乐部队员

### 教育
塞纳河畔阿涅尔属于凡尔赛学区。截止2020年1月1日，塞纳河畔阿涅尔境内共有18所幼儿园、20所小学、8所初级中学和3所普通高中。2018至2019学年度，塞纳河畔阿涅尔境内共有在校中等教育阶段学生5,658名。

### 医疗
截止2020年1月1日，塞纳河畔阿涅尔境内共有全科医生48名、保健师58名、牙医50名、护士37名、耳科医生1名、眼科医生4名、皮肤科医生2名、助产士11名、儿科医生5名和妇科医生4名。境内共有药房23家、养老院11家、残疾人帮扶中心6家。
距离塞纳河畔阿涅尔最近的区域性医疗机构为博容医院，后者巴黎公共医疗集团的成员，其主病区位于克利希市区，距离塞纳河畔阿涅尔市区的正常车程在10分钟以内，该院设有床位394个，是当地规模最大的公立综合性医院。
此外，塞纳河畔阿涅尔距离巴黎美利坚医院以及塞纳河岸中心医院（Centre Hospitalier Rives de Seine）库尔伯瓦病区的车程均在10分钟左右。

### 住房
2018年，塞纳河畔阿涅尔境内共有各类住房43,480套，其中8.6%为独立式居民区，90.3%为集中式居民区。常住房屋占塞纳河畔阿涅尔市镇范围内居民建筑总量的87.2%。
在住房保障政策方面，2020年，塞纳河畔阿涅尔境内共有7,044户家庭获得了住房经济补助，受益人数占总人口数量的8.2%，其中6,900份为房租补助。

### 商业
2019年，塞纳河畔阿涅尔境内共有各类实体商铺2,291家，其中餐厅306家、大型超市20家、杂货店54家、面包房55家、肉铺34家、书店23家、装饰品店10家、银行门店30家、美容美发店111家、汽车维修店55家。镇中心建有家乐福、Franprix、Biocoop等超市。

### 体育
2020年，塞纳河畔阿涅尔境内共有2家游泳池、11间体育馆、1座综合体育场、17处网球场、3处足球或橄榄球场以及8处篮球或排球场。
阿涅尔排球92是当地的一支排球俱乐部，2022至2023赛季参加法国排球第四级别的联赛。
截至2022年7月，塞纳河畔阿涅尔境内共有五家注册足球俱乐部，其中包括一支五人制足球队。阿涅尔足球俱乐部（Football Club d'Asnières，编号500038）是当地的代表性足球队，其主队2022至2023赛季参加上塞纳省足球联赛（法国第九级别），其主场为多米尼克·罗歇托球场（Stade Dominique Rocheteau）。

### 环境
塞纳河畔阿涅尔的环境事务由其所属的北部塞纳河湾公共土地管理局负责。2019年，塞纳河畔阿涅尔境内共有3家污染企业。

### 治安
2019年，塞纳河畔阿涅尔市镇范围内共有2处派出所。
2020年，塞纳河畔阿涅尔警区（zone police de Asnieres）辖区内共2个市镇累计发生各类案件6,416起，其中盗窃类案件3,380起，经济类案件1,190起，毒品交易类案件331起。

## 文化
2020年，塞纳河畔阿涅尔境内共有2家剧场和1家电影院。塞纳河畔阿涅尔市政府提供多媒体中心，每周二至六向公众开放。

### 建筑
塞纳河畔阿涅尔境内有多处历史建筑，其中法国国家文物保护单位包括阿涅尔城堡、圣热纳维耶芙教堂等。

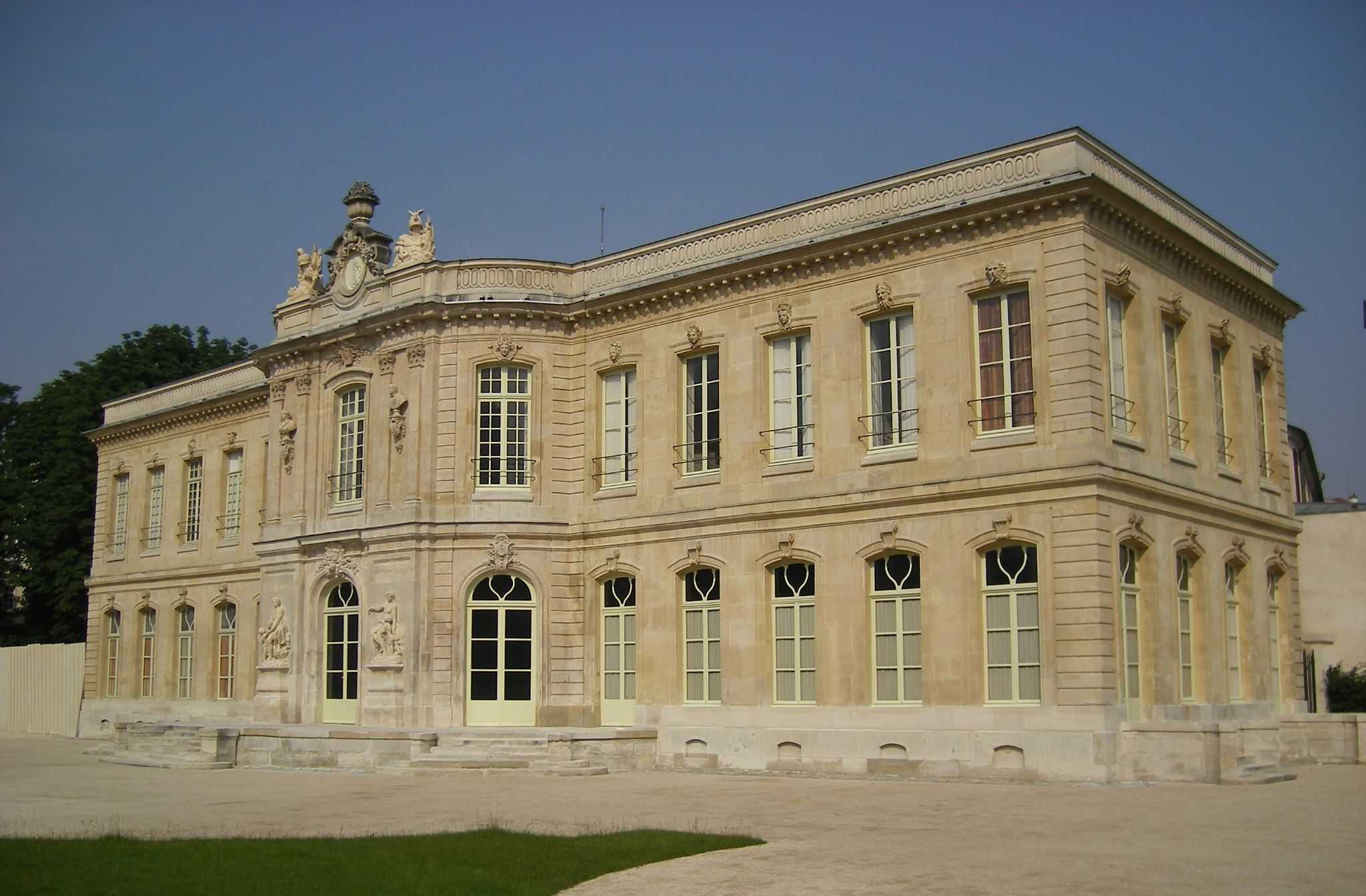
阿涅尔城堡（法语：Château d'Asnières）
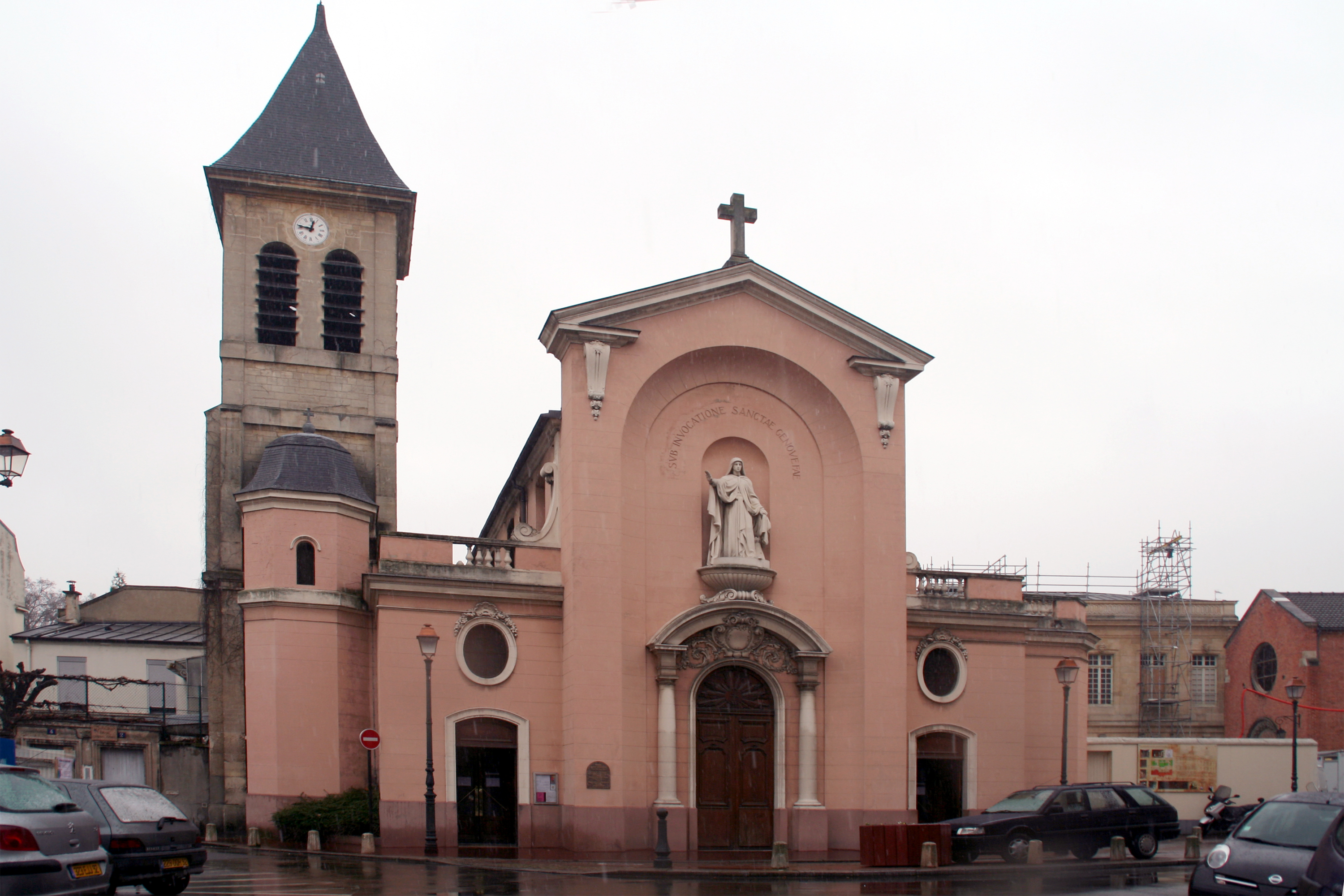
圣热纳维耶芙教堂（法语：Église Sainte-Geneviève d'Asnières-sur-Seine）
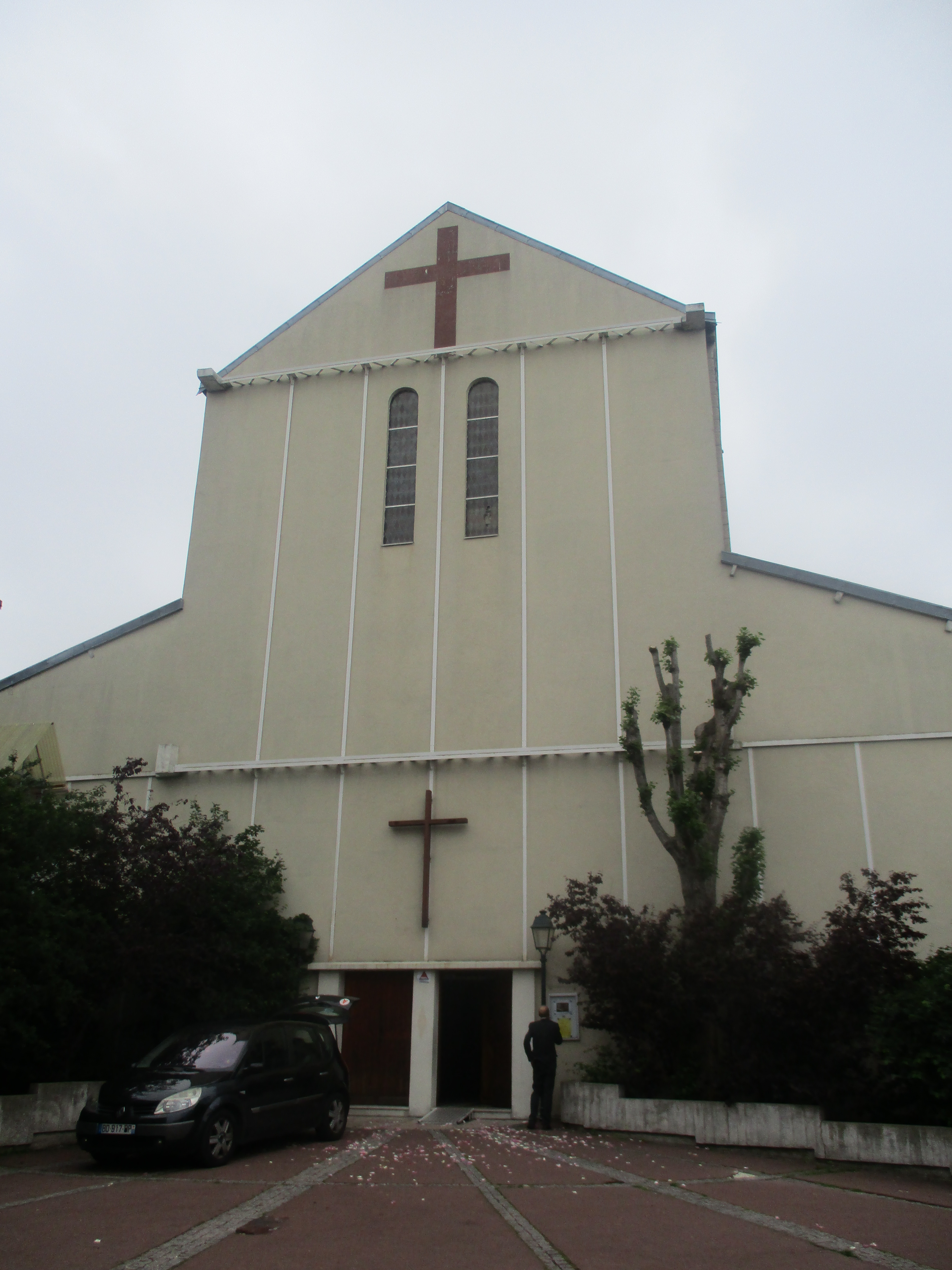
圣母教堂
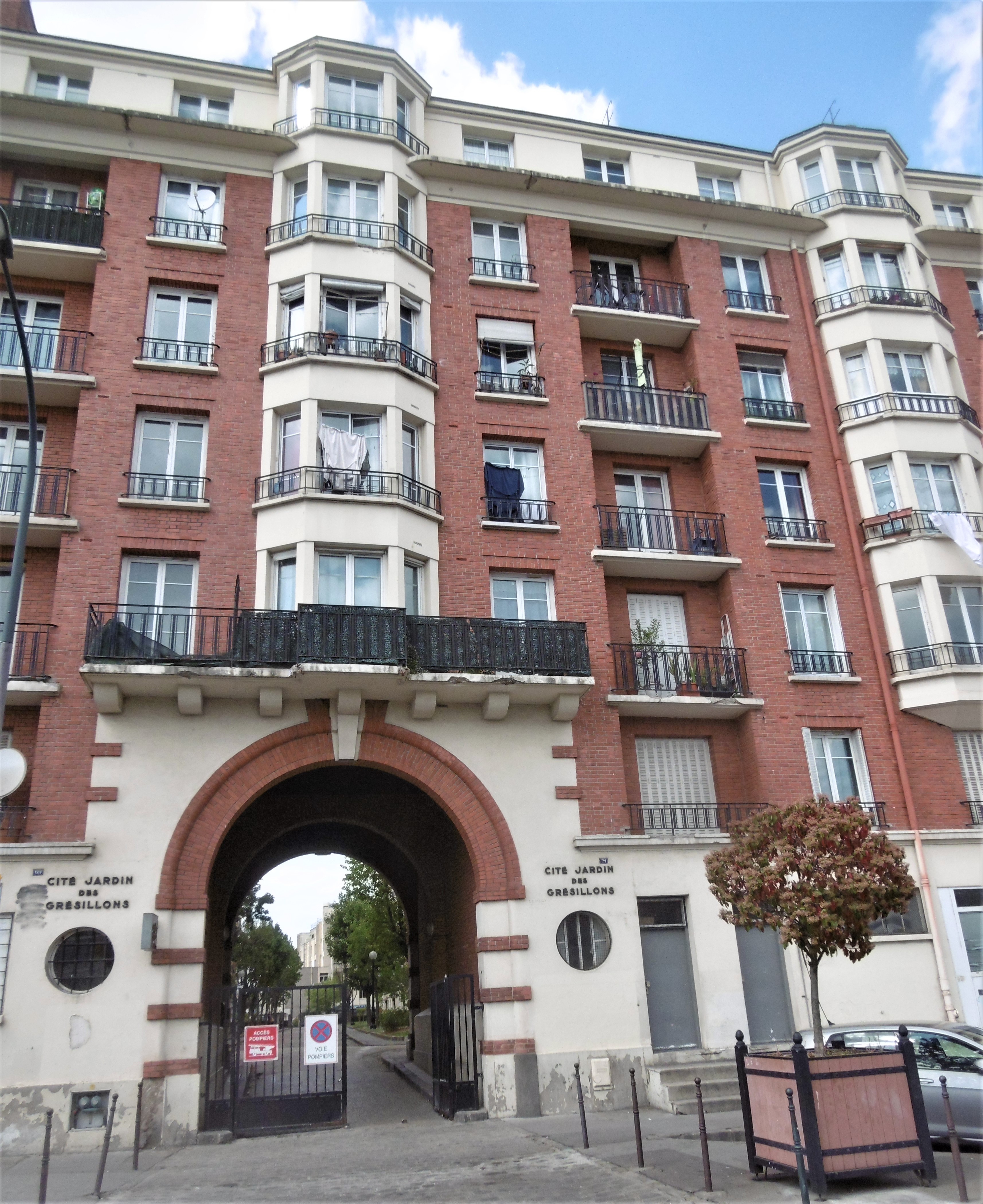
花园城
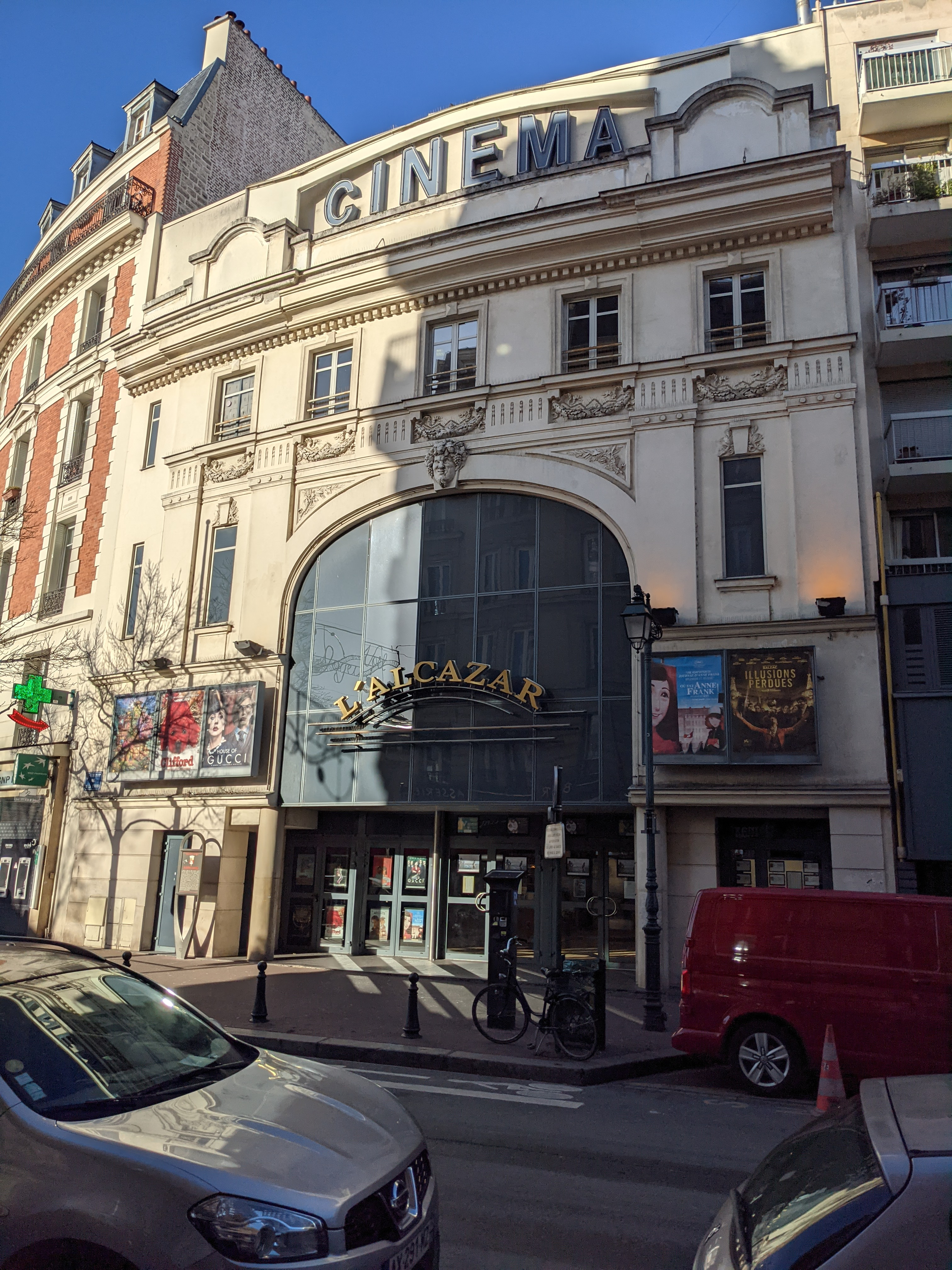
阿尔卡扎电影院
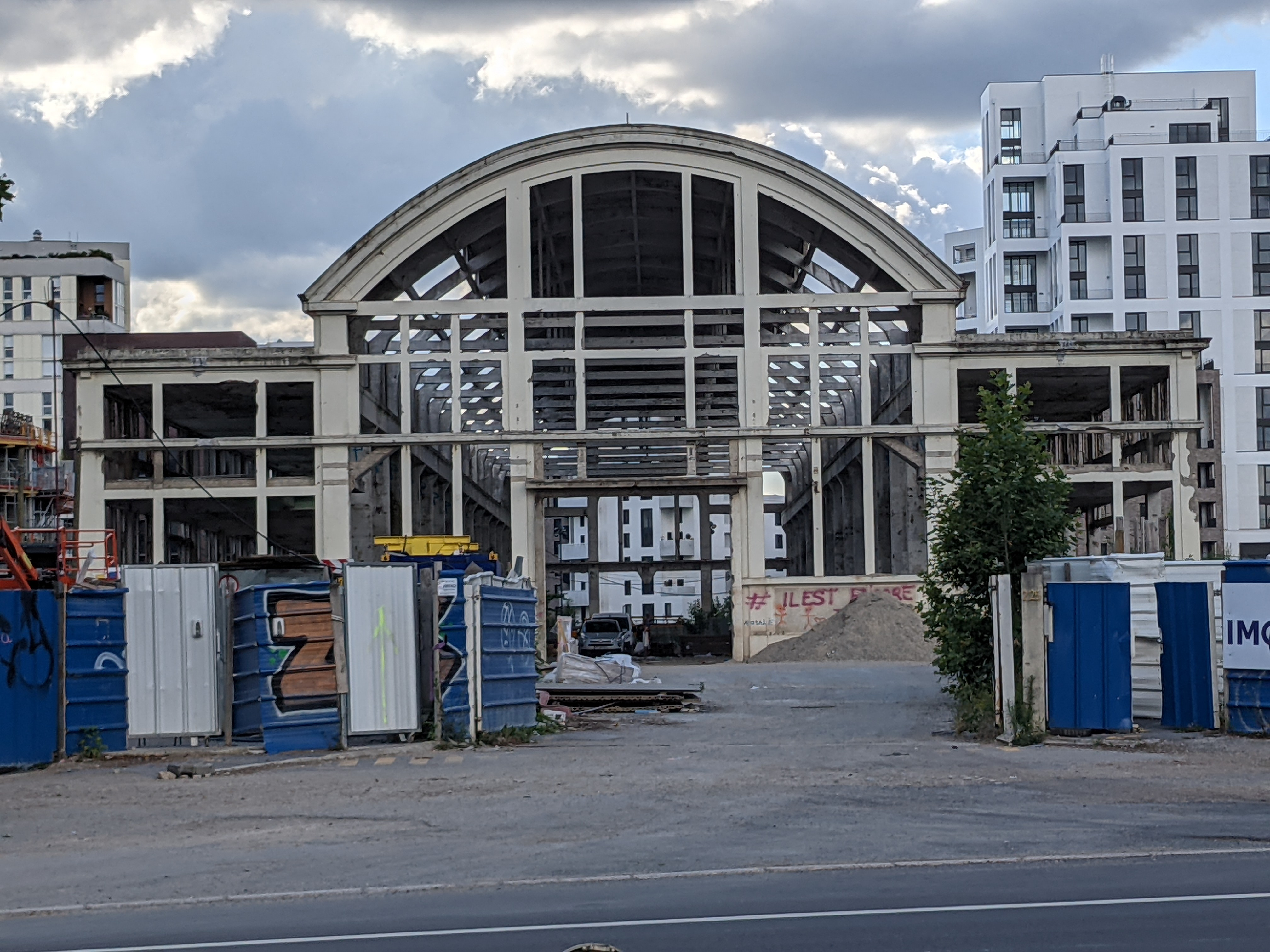
雪铁龙旧厂房
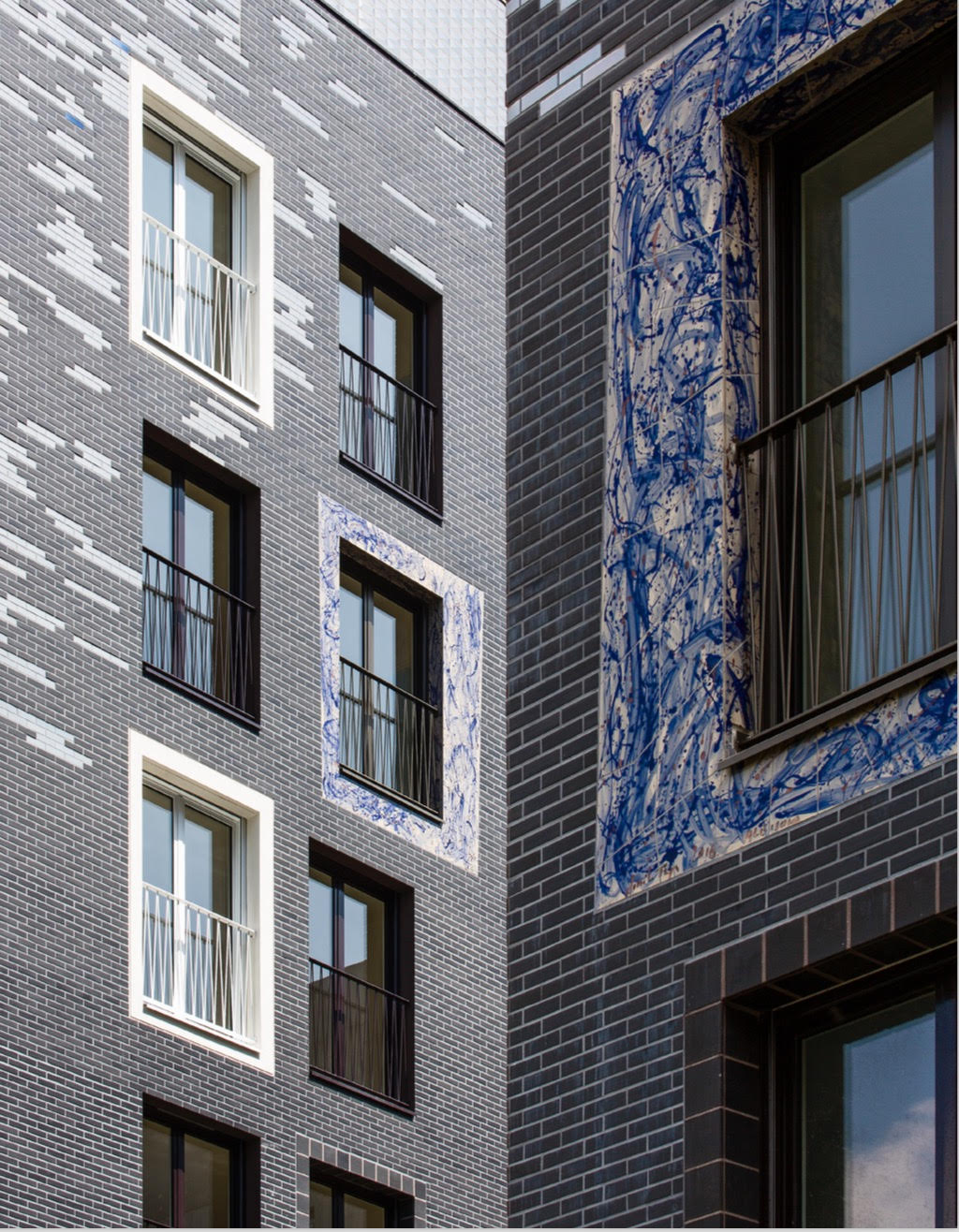
一处现代建筑的外立面

### 旅游
塞纳河畔阿涅尔的旅游事务由其所属的北部塞纳河湾公共土地管理局负责。2021年，塞纳河畔阿涅尔境内共有3家酒店共计139间房间。

### 媒体

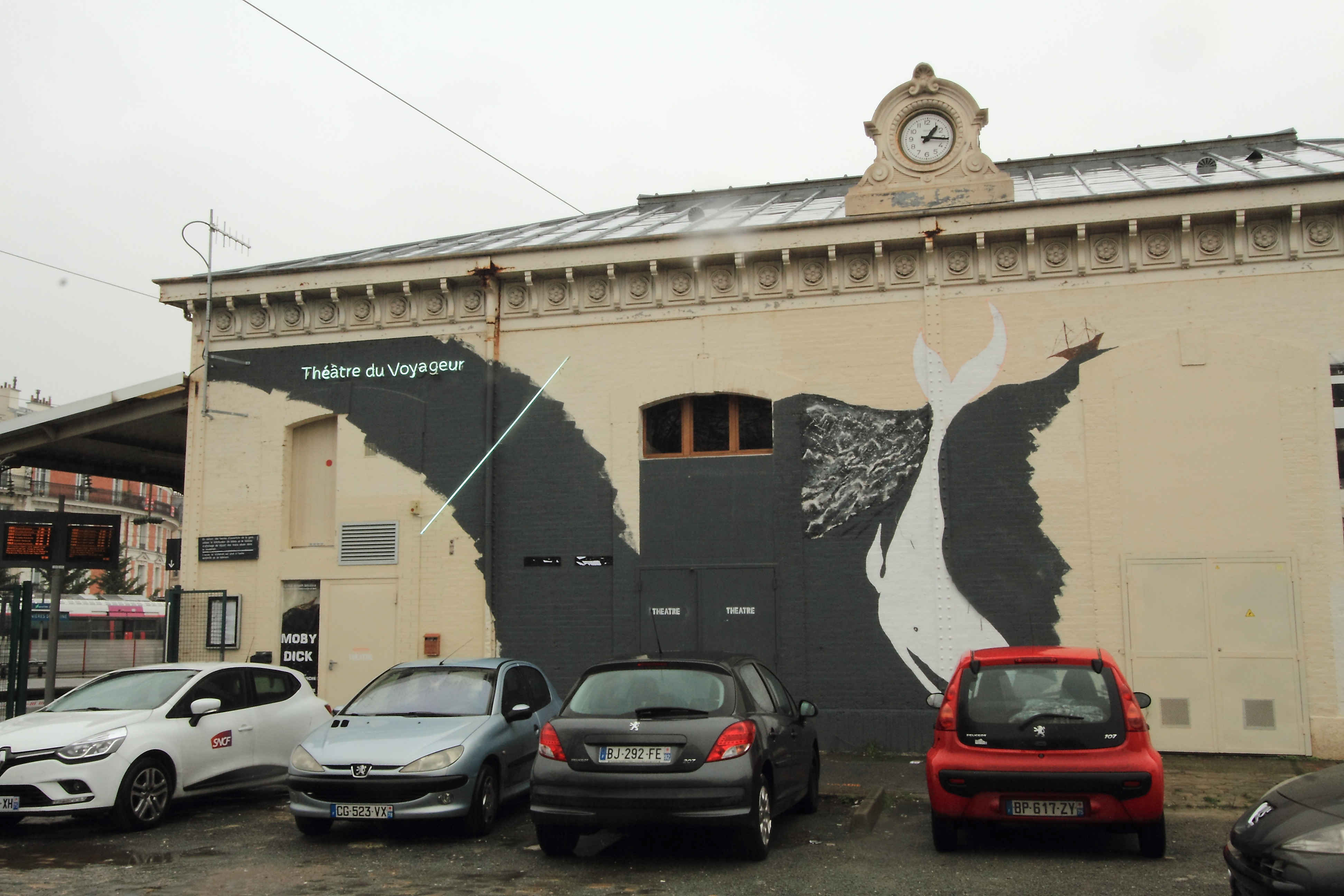
塞纳河畔阿涅尔的一处大剧场外墙

法国主要的媒体均可在塞纳河畔阿涅尔接收，法国电视三台下属的法兰西岛大区频道在部分时段播出塞纳河畔阿涅尔所属区域的上塞纳省的地方新闻。

## 相关人物
法国作家亨利·巴比塞、演员弗雷德里克·戈尔尼和足球运动员威廉·加拉斯出生于塞纳河畔阿涅尔。

## 友好城市
截至2022年7月，塞纳河畔阿涅尔共与两座城市互为友好城市关系：
- 德国 柏林施潘道
- 英格兰 蒂斯河畔斯托克頓